# Alps Electric Co.
Alps Electric Co., Ltd. (アルプス電気 株式会社, Arupusu Denki Kabushiki gaisha)  é uma fabricante dispositivos eletrônicos que incluí potenciômetros e touchpads. Alps é uma empresa multinacional, com sede em Tóquio, Japão. A empresa foi criada em 1948. Alpes é também conhecida por ser dona da marca Alpine Electronics.
Os touchpads da Alps são fabricados pela Cirque Corporation, que adquiriu esta em 2003, no entanto, a empresa-mãe continua a escrever seus próprios drivers. Seus controladores são certificados para Windows. Todos eles têm características simples como a rolagem de ponta, mas sem programação. Eles são encontrados principalmente em dispositivos da Sony, Toshiba e notebooks Dell. Eles também fabricam teclados para computadores da 
Apple, incluindo o Macintosh original e o primeiro iMac.

## Galeria

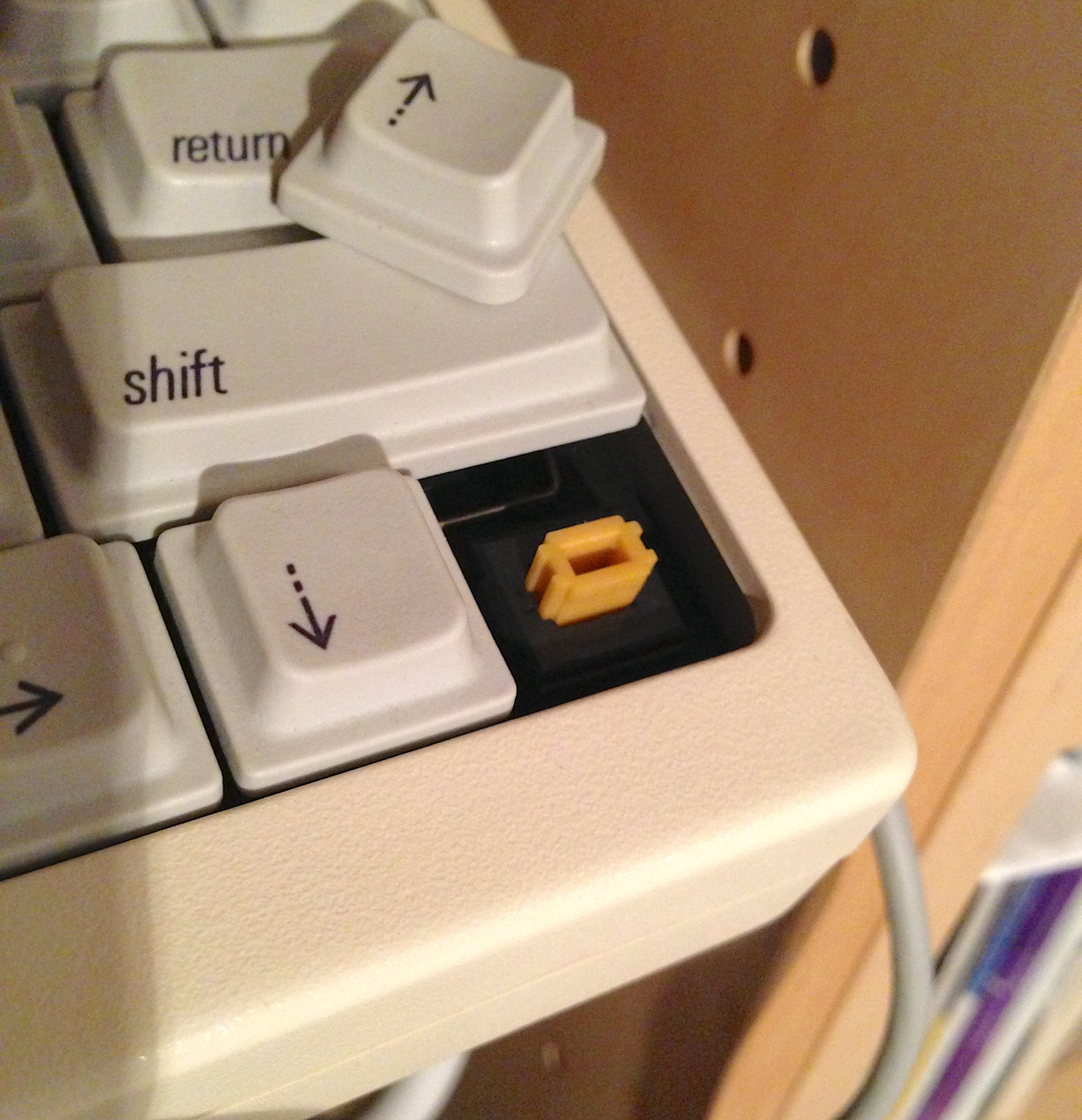
Alps taxi amerelo switch com um teclado Apple IIc
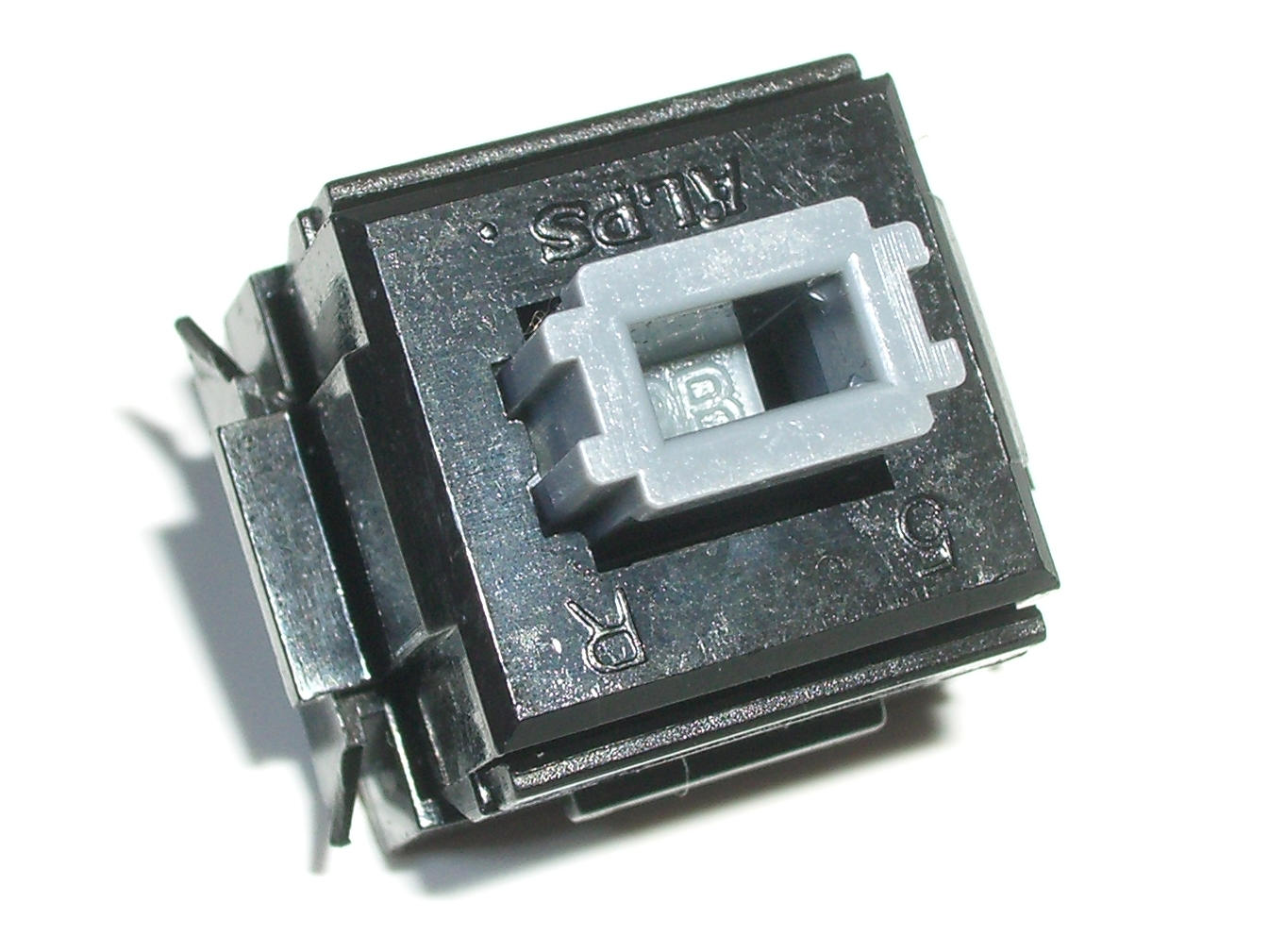
Alps SKBM Grey switch
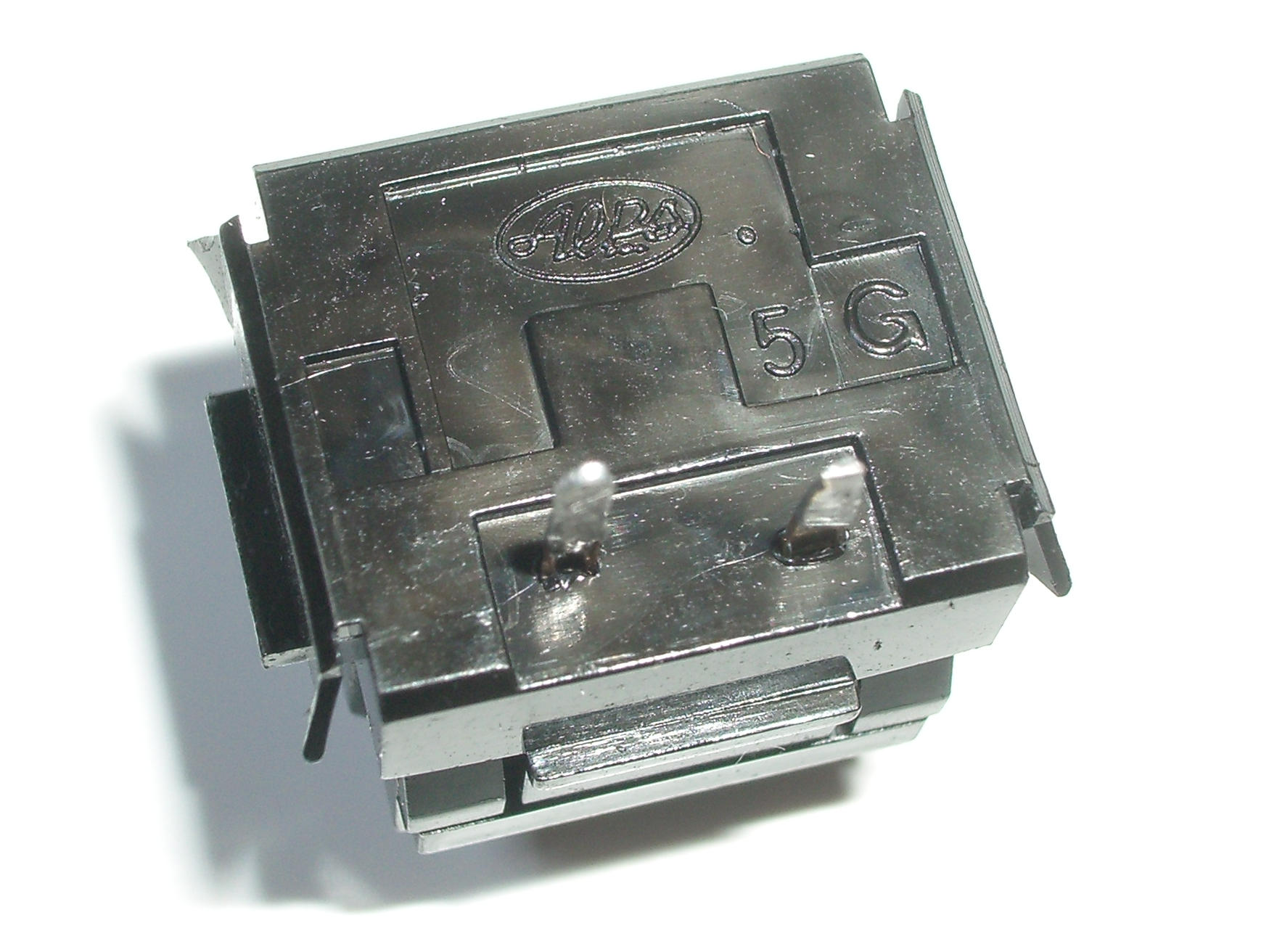
Alps SKBM Grey switch com logo antiga
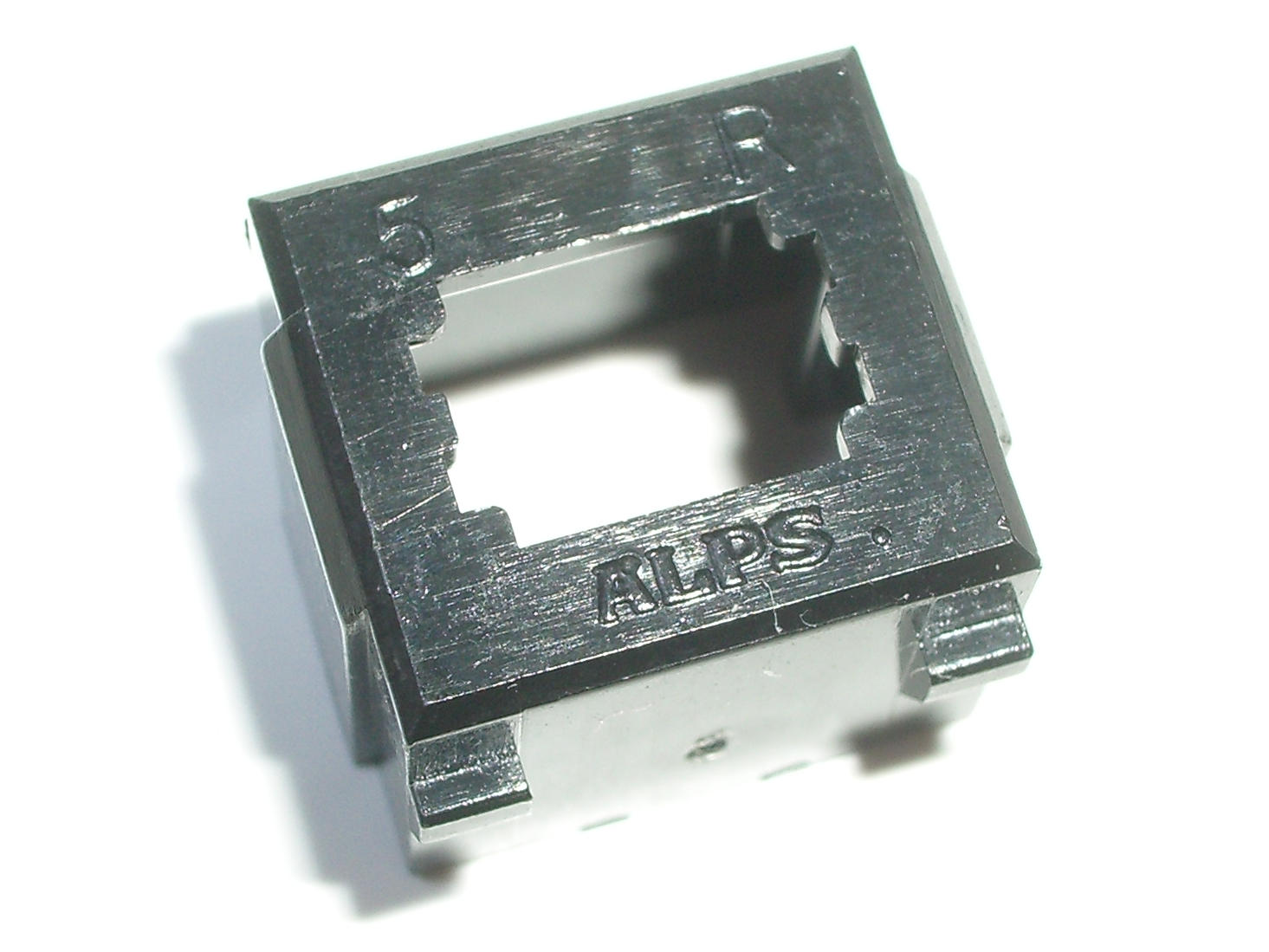
Alps SKBM Grey com Alps logo
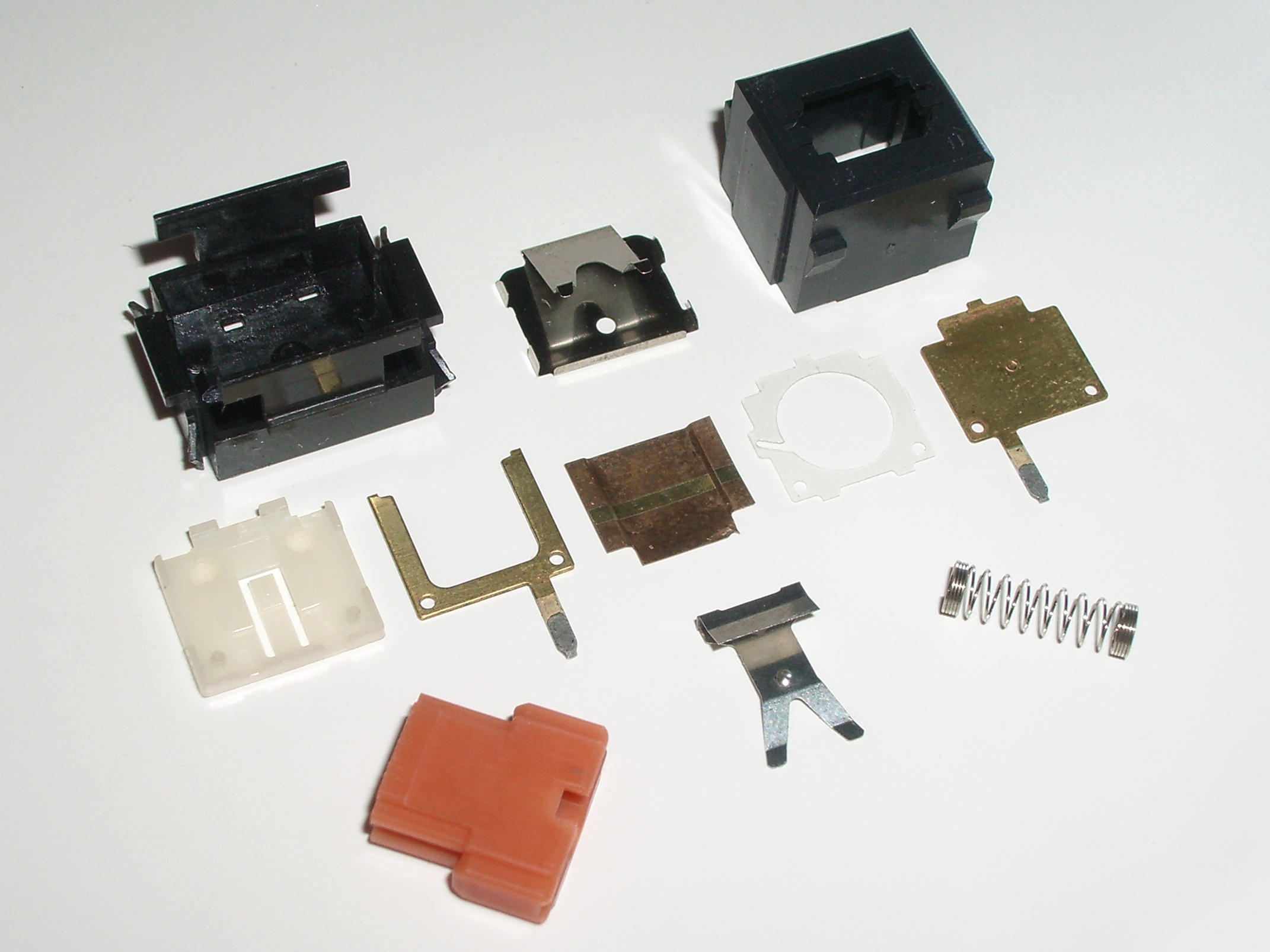
Alps SKCM Laranja